# Aragonés occidental
El aragonés occidental es uno de los dialectos que componen el aragonés (junto con el oriental, el central y el meridional). Se habla aproximadamente en las zonas de La Jacetania, parte del Alto Gállego y en algunas pocas localidades de las Cinco Villas.

## Fonética
- Sonorización de las oclusivas sordas intervocálicas latinas, con casos de conservación como gramito, espata y raposa, que no tienen por qué ser generales y que pueden presentar continuación territorial con el gascón.
- Casi no quedan casos de sonorización detrás de líquida, como en chungo.

Debido a un mayor aislamiento, el ansotano y el cheso conservan mejor que las otras hablas occidentales variantes fonéticas arcaicas como sartana o diferentes del aragonés general como arreguir (reyir en jaqués y otras variantes).

## Morfología
- Verbos
  - Participios acabados en -au, -iu.
- Pronombres
  - Pronombres plurales de 1º y 2º persona nos y vos igual que en aragonés medieval.
  - Pronombre personal de dativo li, lis.
- Se conserva la partícula pronómino-adverbial de locativo, y alza la -b- latina: IBI > bi

La morfología aragonesa se conserva bien, en especial en Ansó y Hecho.

## Léxico
Se encuentran palabras diferentes de las de los valles orientales y que pueden llegar hasta Tena, Biescas y la Guarguera: almadia, calderizo, Cornizas, fablar, fraxín, melon, milloca, paxaro, toballa.

## Situación dentro del aragonés
El aragonés occidental se trata del bloque dialectal que engloba diferentes variedades loco-regionales, las cuales son (de oeste a este): ansotano, cheso, aragüesino, cheso y jaqués. En la siguiente tabla puede verse una clasificación de todos los dialectos del aragonés y la situación particular del aragonés occidental. Las variedades dialectales próximas presentan características comunes a pesar de pertenecer a bloques diferentes.
| Bloque occidental - Ansotano - Cheso - Aragüesino - Aisino - Jaqués                         | Bloque central - Aragonés centro-occidental - Tensino - Panticuto - Aragonés de la tierra de Biescas - Aragonés del valle de Acumuer - Serrablés - Aragonés de Ballibasa - Aragonés de Sobrepuerto - Aragonés centro-oriental - Aragonés de la ribera de Fiscal - Bergotés - Aragonés del valle de Vió - Aragonés del valle de Puértolas - Aragonés del valle de Tella - Belsetano - Aragonés de Sierra Ferrera | Bloque oriental - Chistabino - Fovano - Aragonés ribagorzano - Altorribagorzano o benasqués o patués - Mediorribagorzano o de Campo - Bajorribagorzano - Grausino - Estadillano - Foncense | Variedades dialectales del aragonés. |
| Bloque meridional - Ayerbense - Aragonés somontanés - Navalés - Aragonés del Viejo Sobrarbe | Bloque meridional - Ayerbense - Aragonés somontanés - Navalés - Aragonés del Viejo Sobrarbe | Dialectos de transición - Castellano aragonés | Variedades dialectales del aragonés. |